# 斑葉指柱蘭
斑葉指柱蘭（学名：Cheirostylis clibborndyeri）为蘭科指柱蘭屬下的一个种。

## 扩展阅读
- 维基共享资源上的相關多媒體資源：斑葉指柱蘭
- 維基物種上的相關：斑葉指柱蘭